# 디스커버리 패밀리
디스커버리 패밀리(Discovery Family)는 워너 브라더스 디스커버리가 운영하는 미국의 어린이 텔레비전 채널이다.

## 역사

### 디스커버리 키즈
1996년 10월 7일, 디스커버리 커뮤니케이션스는 플래닛 그린, 인베스티게이션 디스커버리, 사이언스와 함께 디스커버리 키즈를 개국했다. 개국 당시에는 6~11살 아동을 공략한 탐험, 자연 과학 등의 프로그램을 주로 방영했다. 디스커버리 키즈의 상무였던 마저리 캐플런은, 많은 어린이들이 부모님과 함께 디스커버리 채널을 시청하는 것을 보고 따로 아동 방송 사업을 시작한 것이라고 밝혔다. 개국 후 2000년까진 소수의 가정에서만 디스커버리 키즈를 시청했지만, 2001년부터 1,500만 가정에서 시청되는 등, 성장세를 보였다. 2001년 9월에는 코러스 엔터테인먼트와 손을 잡고 캐나다 버전 디스커버리 키즈를 개국했다.
2001년 12월에 디스커버리 키즈는 NBC와 손을 잡고 토요일 아침 구획 편성, 디스커버리 키즈 온 NBC를 제작하겠다고 발표했다. 새 구획 편성 프로그램은 2002년 9월에 시작되었으며, TNBC의 자리를 대신했다.

### 허브 네트워크

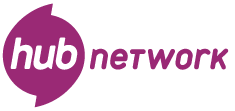
2014년 10월 13일까지 사용된 허브 네트워크의 최종 로고

## 연혁
- 2009년 4월 30일 - 방송사 디스커버리 키즈의 방송국 명칭을 변경한다고 공지함.
- 2010년 10월 10일 - '더 허브'(The Hub)라는 이름으로 개국.

## 채널 번호
(SD)
- 335번(SD) AT&T U-verse
- 259번(SD) 버라이즌 FiOS
- 179번(SD) 디시 네트워크

(HD)
- 1335번(HD) AT&T U-verse
- 789번(HD) 버라이즌 FiOS
- 294번,1294번(VOD) 디렉TV
- 314번 Sky Angel
- 179번(HD),9494번(HD) 디시 네트워크

## 프로그램 편성
- 마이 리틀 포니: 우정은 마법
- 트랜스포머 프라임